# Massimo Coen

Massimo Coen

Massimo Coen (Roma, 11 marzo 1933 – Roma, 23 febbraio 2017) è stato un violinista, musicista e compositore italiano.

## Biografia
Fondatore del gruppo I Solisti di Roma nel 1961, collabora con importanti esponenti dell'avanguardia musicale colta, soprattutto nell'ambito di Nuova Consonanza (dal 1960) e dell'associazione romana Beat '72 (1964). Nel 1963 fonda il Quartetto Nuova Musica, ensemble dedito alla musica contemporanea. Nel 1979 inizia la sua carriera di compositore, con particolare attenzione ai nuovi linguaggi della musica per archi. Sempre negli anni '70, Massimo Coen fa parte del Consiglio d'Amministrazione del Teatro dell'Opera di Roma, del Sindacato Musicisti italiani e dell’ A.I.M.A.S. (Associazione Italiana Complessi Musicali Autogestiti e Sperimentali). Negli anni '80, l'attività di Coen si diversifica tra teatro (La Zattera di Babele), ricerche sul Futurismo (Galleria Nazionale d’Arte Moderna di Roma) e discografia. Negli anni '90 si intensificano le collaborazioni in ambito jazzistico, mentre continua la sua attività di compositore e musicista d'avanguardia. Dal 1996 inizia a lavorare sul recupero delle proprie radici ebraiche attraverso le collaborazioni con il figlio Gabriele Coen, la scoperta della musica Klezmer e la riproposta di autori come Salomone Rossi, Mario Castelnuovo-Tedesco, Ernst Bloch ed Elio Piattelli. Nell'ultima parte della sua carriera, Massimo Coen asseconda l'esigenza di un recupero degli elementi linguistici del passato, affiancato a linguaggi popolari extra-colti, senza rinnegare le ricerche e le conquiste dell'avanguardia.

## Discografia
Quartetto Nuova Musica
- 1969 - Vieri Tosatti - Concerto per viola e orchestra; quartetto d’archi (Edibi)
- 1972 - New Music for String Quartet (Mainstream)

Quartetto della Società Cameristica Italiana
- 1978 - Il quartetto contemporaneo (Italia - Fonit Cetra)

I Solisti di Roma
- 1970 - I Solisti di Roma - Musica da Camera dei Secoli XVII & XVIII (SR)
- 1972 - I Solisti di Roma - Toscana 1700 (RCA)
- 1972 - I Solisti di Roma - Venezia 1700 (RCA)
- 1985 - Goffredo Petrassi (Edipan)
- 1992 - Eduardo Carlo Natoli - Musiche di fine Millennio (Bubi Classic)
- 1995 - Castelnuovo-Tedesco - Guitar Chamber Works (Musikstrasse)
- 1995 - Arie di Farinelli (Bongiovanni)
- 1996 - Discoveries, Il virtuosismo strumentale nell’800 italiano (Musicaimmagine)

StreichTrio - Coen/Penazzi/Studer
- 1994 - Er-Innern (Yvp Music)
- 1997 - Drei Bilder (ART-P)

### come compositore
- 1989 - Massimo Coen (Edipan)
- 2002 - Massimo Coen: Live Portrait (MRF)
- 2006 - Mon coeur qui bat (Rai Trade,

### altre collaborazioni
- 1976 - Music From the American Academy in Rome (CRI)
- 1990 - Eugenio Colombo - Giada (Splasc(h))
- 1992 - Giorgio Gaslini - Masks (Musica Jazz)
- 1995 - Eugenio Colombo - Giuditta (Neljazz)
- 1996 - Musicisti del Novecento attivi a Roma - Domenico Guaccero  (CD I.R.TE.M.)
- 1998 - Klezroym (CNI Music)
- 2010 - Gabriele Coen Jewish Experience - Awakening (Tzadik Records)